# Бенедек, Барбара
Барбара Бенедек (англ. Barbara Benedek, род. 1956, Великобритания) — американская сценаристка, наиболее известная как соавтор сценария фильма 1983 года «Большое разочарование», за который она получила премию Гильдии сценаристов Америки и несколько номинаций на награды.

## Карьера
До того, как увлечься написанием сценариев, Бенедек занималась исследованиями в области психиатрии. Её первой работой в индустрии развлечений была должность сценариста и редактора ситкомов в Witt/Thomas/Harris Productions. 
Её первый киносценарий был написан для комедийно-драматического фильма 1983 года «Большое разочарование». За работу над фильмом она, вместе с соавтором сценария Лоуренсом Кэзданом, получила в 1984 году премию Гильдии сценаристов Америки за лучший оригинальный сценарий. Она также была номинирована на премию «Оскар» за лучший оригинальный сценарий, премию «Золотой глобус» за лучший сценарий, премию BAFTA за лучший оригинальный сценарий и заняла второе место в конкурсе на премию Ассоциации кинокритиков Лос-Анджелеса. 
Затем она написала сценарии к фильмам «Узы родства» (1989) и «Мужчины не уходят» (1990). В своей рецензии на фильм «Мужчины не уходят» с двумя звёздами Роджер Эберт предположил, что сценарий Бенедек изначально был «гораздо более реалистичным и честным», но в процессе съёмок он подвергся негативным изменениям. 
Бенедек не была указана в титрах как сценарист фильма «Красотка» 1990 года. По словам режиссёра Гарри Маршалла: «Над „Красоткой“ работало пять разных сценаристов… Во всех вариантах сценария роль Вивиан, проститутки, давалась довольно легко. Больше всего проблем доставляла личность бизнесмена Эдварда Льюиса. Только Барбара Бенедек, единственная женщина-писатель в группе, сумела смягчить голос Эдварда, создав руководителя в стиле Дональда Трампа с уязвимой чертой».
В 1995 году Бенедек написала сценарий к фильму «Сабрина», ремейку одноимённого фильма 1954 года. Всё началось как полностью оригинальный сценарий. Из-за сходства с фильмом 1954 года продюсер Скотт Рудин предложил создать ремейк на эту историю.

## Фильмография
- Большое разочарование (1983)
- Узы родства (1989)
- Мужчины не уходят (1990)
- Сабрина (1995)